# Kagera (regija)
Kagera je jedna od 30 regija u Tanzaniji. Središte regije je u gradu Kageri.

## Zemljopis
Regija Kagera nalazi se na sjeverozapadu Tanzanije, prostire se na 40.838 km². Susjedne tanzanijske regije su Kigoma i Šinjanga na jugu te Mwanza na istoku. Kagera graniči s četiri države Ugandom, Ruandom i Burundijem ima kopnenu granicu a s Kenijom je granica na jezeru Victoria

## Stanovništvo
Prema podacima iz 2003. godine u regiji živi 2.003.888 stanovnika dok je prosječna gustoća naseljenosti 49 stanovnika na km².

## Podjela
Regija je podjeljena na osam distrikta:  Bukoba Urban, Bukoba Rural, Misenyi, Muleba, Karagwe, Kyerwa, Ngara i Biharamulo.